# Double-O-Tube
De Double-O-Tube-tunnelboormachine is een variant op de normale, cirkelvormige boormachine die afwijkende boorgaten kan boren. Hoewel het principe afgeleid is van de vorm van het eerste prototype, zijn er tegenwoordig vele varianten op de markt.
Het gebruik van een boormachine met een double-o-tube ten opzichte van een enkel, rond schild heeft een aantal voordelen:
- minder uitgegraven grond en dus minder kans op zettingen aan de oppervlakte.
- minder materiaal benodigd voor de tunnelbekleding
- omdat de hoogtediameter in principe kleiner is, kan de tunnel minder diep aangelegd worden; normaal dient de gronddekking ongeveer anderhalfmaal de diameter van de tunnel te zijn.

Nadelen zijn:
- er treden wel meer zettingen op dan bij twee, gescheiden buizen.
- de wand tussen de twee buizen is een kwetsbaar element in de tunnel.

Een variant op het principe van de double-o-tube is het multi-faceshield. Hierbij zijn de snijwielen niet in hetzelfde vlak geplaatst, maar vlak achter elkaar.